# Liste der Auslandsvertretungen Dänemarks

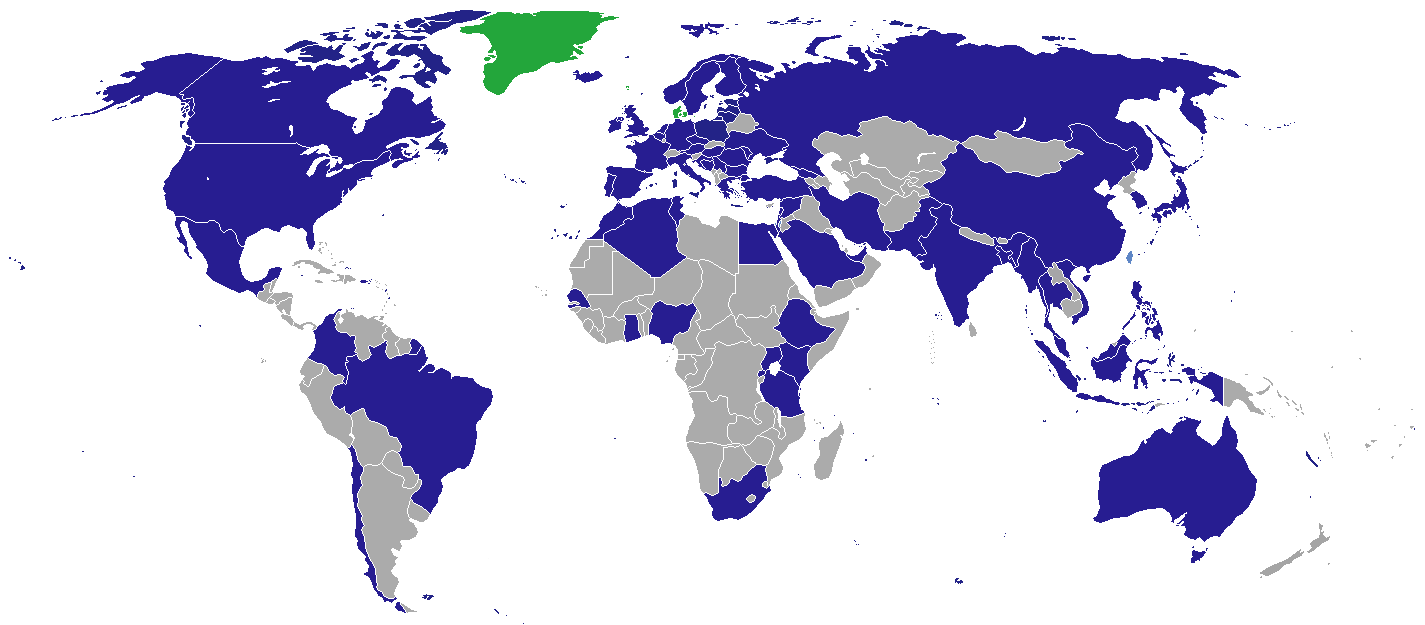
Standorte der diplomatischen Vertretungen Dänemarks

Dies ist eine Liste der diplomatischen Vertretungen Dänemarks. Dänemark unterhält ein Netzwerk von 76 Botschaften weltweit.

## Diplomatische Vertretungen

### Afrika
| - Ägypten: Kairo, Botschaft - Äthiopien: Addis Abeba, Botschaft - Benin: Cotonou, Botschaft - Burkina Faso: Ouagadougou, Botschaft - Ghana: Accra, Botschaft - Kenia: Nairobi, Botschaft - Mali: Bamako, Botschaft | - Marokko: Rabat, Botschaft - Mosambik: Maputo, Botschaft - Sambia: Lusaka, Botschaft - Südafrika: Pretoria, Botschaft - Tansania: Daressalam, Botschaft - Uganda: Kampala, Botschaft |

### Asien

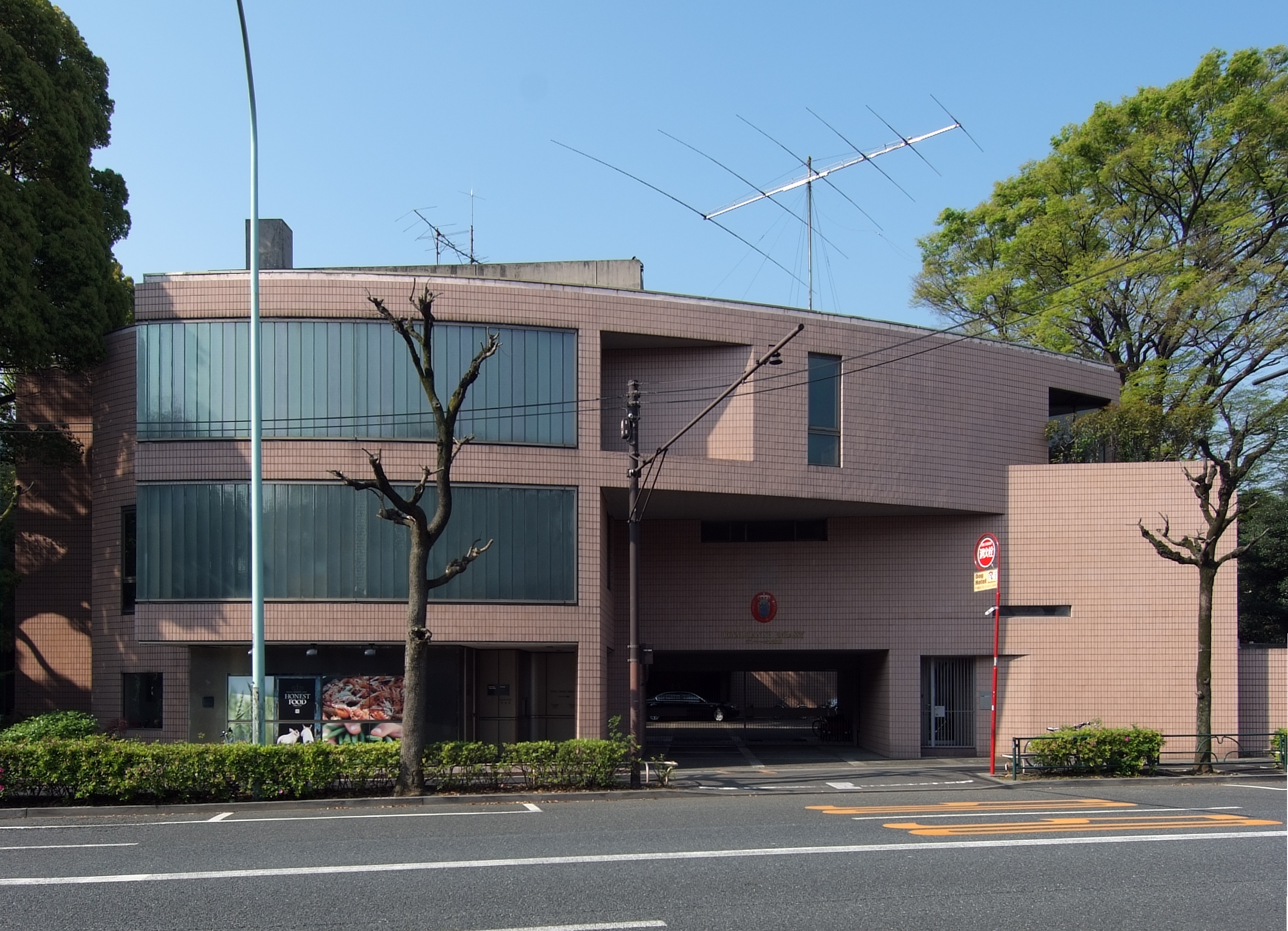
Dänische Botschaft von 1979 in Tokio-Shibuya

| - Afghanistan: Kabul, Botschaft - Bangladesch: Dhaka, Botschaft - Bhutan: Thimphu, Diplomatische Vertretung - Volksrepublik China: Peking, Botschaft - China: Chongqing, Generalkonsulat - China: Guangzhou, Generalkonsulat - China: Shanghai, Generalkonsulat - Indien: Neu-Delhi, Botschaft - Indonesien: Jakarta, Botschaft - Iran: Teheran, Botschaft - Israel: Tel Aviv, Botschaft - Japan: Tokio, Botschaft - Kambodscha: Phnom Penh, Diplomatische Vertretung - Libanon: Beirut, Botschaft | - Malaysia: Kuala Lumpur, Botschaft - Myanmar: Rangun, Botschaft - Nepal: Kathmandu, Botschaft - Pakistan: Islamabad, Botschaft - Palästina: Ramallah, Diplomatische Vertretung - Saudi-Arabien: Riad, Botschaft - Singapur: Singapur, Botschaft - Südkorea: Seoul, Botschaft - Syrien: Damaskus, Botschaft - Taiwan: Taipei, Handelsbüro - Thailand: Bangkok, Botschaft - Vereinigte Arabische Emirate: Abu Dhabi, Botschaft - Vietnam: Hanoi, Botschaft - Vietnam: Ho-Chi-Minh-Stadt, Generalkonsulat |

### Australien und Ozeanien
| - Australien: Canberra, Botschaft - Australien: Sydney, Generalkonsulat |

### Europa

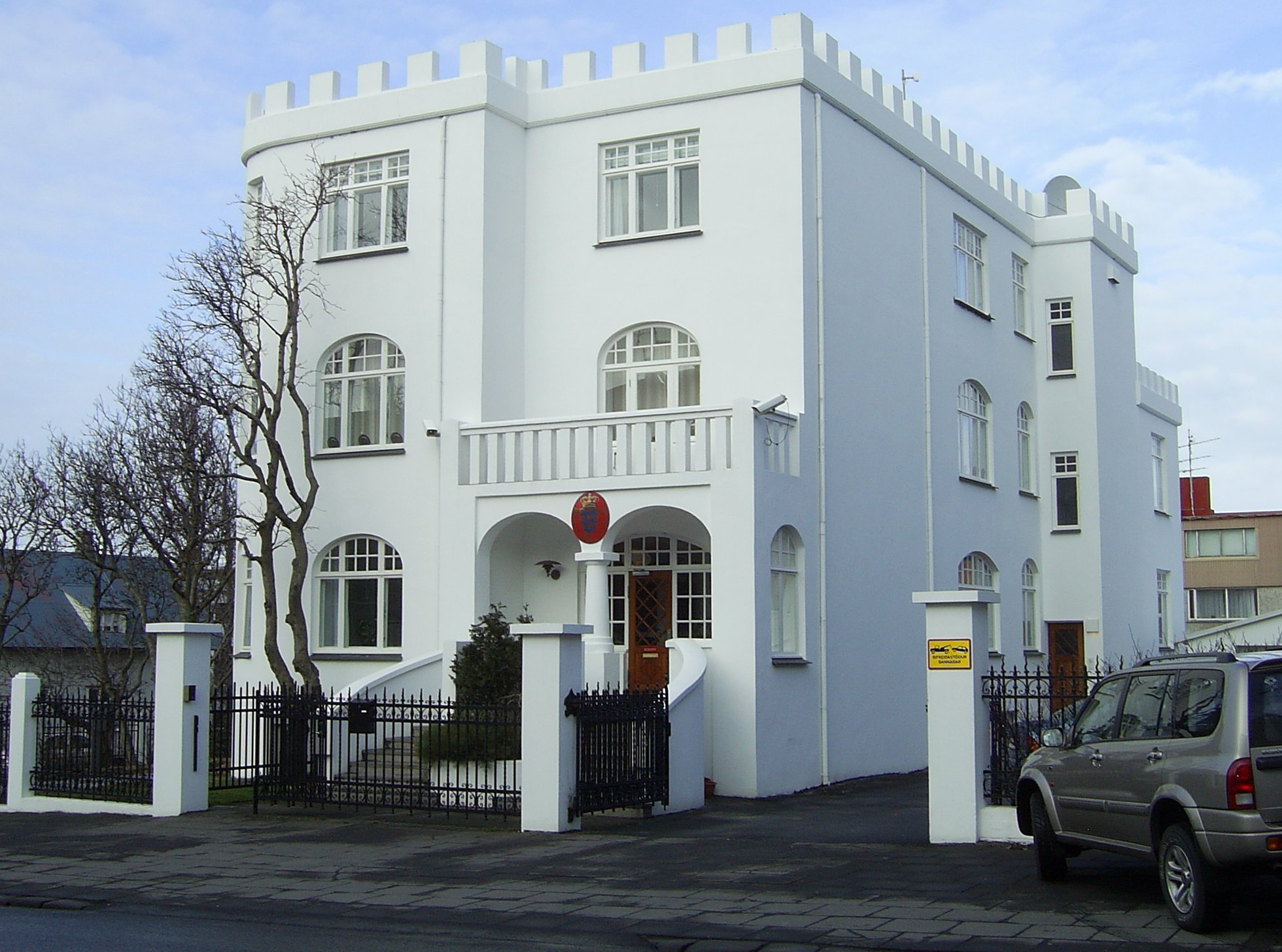
Dänische Botschaft in Reykjavík

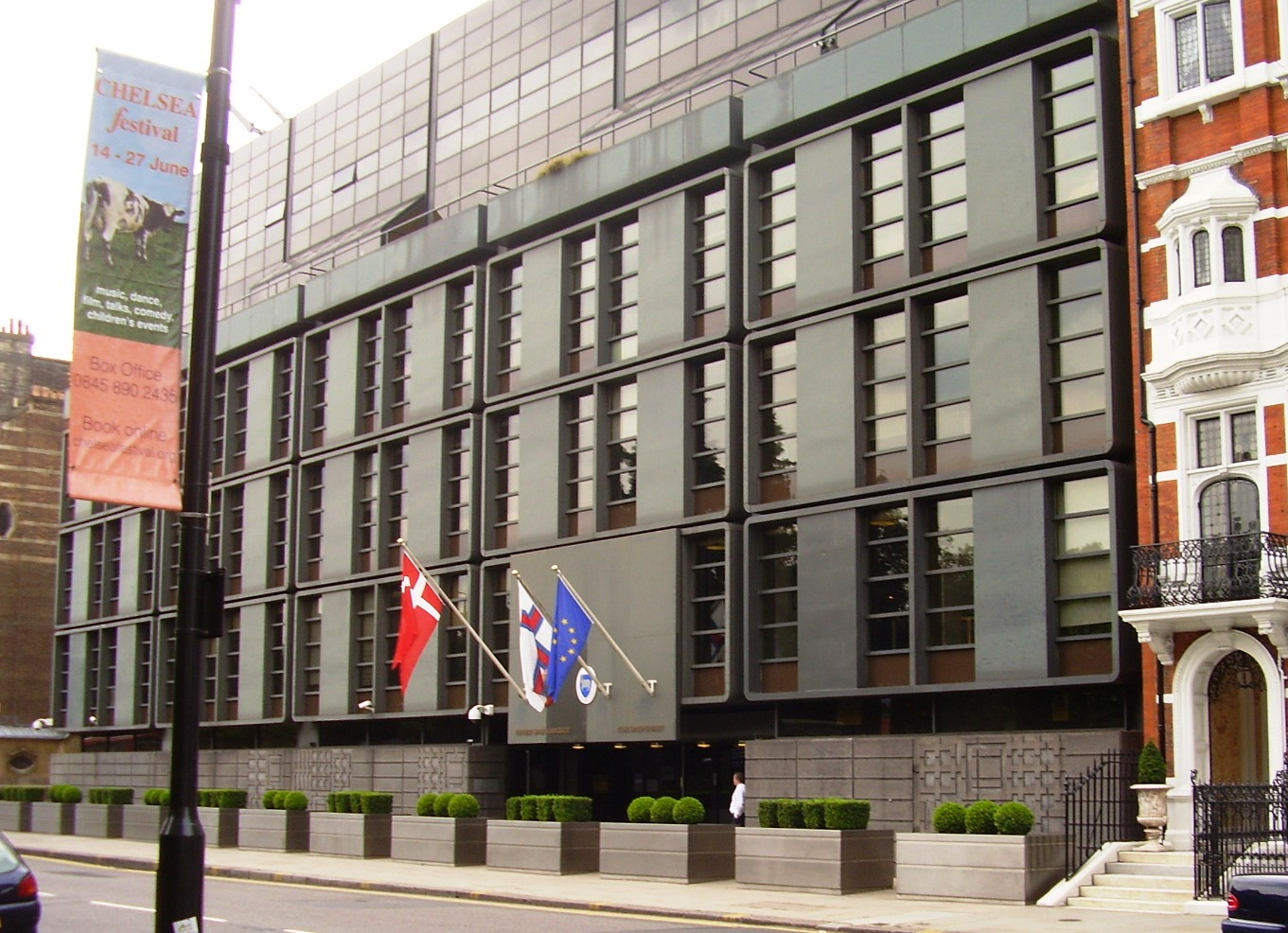
Dänische Botschaft in London

| - Albanien: Tirana, Botschaft - Belgien: Brüssel, Botschaft - Bulgarien: Sofia, Botschaft - Deutschland: Berlin, Botschaft (Nordische Botschaften) - Deutschland: Flensburg, Generalkonsulat (Burg Schöneck) - Deutschland: Hamburg, Generalkonsulat (Glockengießerwall 2) - Deutschland: München, Generalkonsulat (Sendlinger Tor Platz 10/IV) - Estland: Tallinn, Botschaft - Finnland: Helsinki, Botschaft - Frankreich: Paris, Botschaft - Griechenland: Athen, Botschaft - Irland: Dublin, Botschaft - Island: Reykjavík, Botschaft - Italien: Rom, Botschaft - Kroatien: Zagreb, Botschaft - Lettland: Riga, Botschaft - Litauen: Wilna, Botschaft - Luxemburg: Luxemburg, Botschaft - Niederlande: Den Haag, Botschaft - Norwegen: Oslo, Botschaft | - Österreich: Wien, Botschaft - Polen: Warschau, Botschaft - Portugal: Lissabon, Botschaft - Rumänien: Bukarest, Botschaft - Russland: Moskau, Botschaft - Russland: Sankt Petersburg, Generalkonsulat - Schweden: Stockholm, Botschaft - Schweiz: Bern, Botschaft - Serbien: Belgrad, Botschaft - Slowakei: Bratislava, Botschaft - Slowenien: Ljubljana, Botschaft - Spanien: Madrid, Botschaft - Tschechien: Prag, Botschaft - Türkei: Ankara, Botschaft - Ukraine: Kiew, Botschaft - Ungarn: Budapest, Botschaft - Vereinigtes Königreich: Dänische Botschaft in London - Zypern: Nikosia, Botschaft |

### Nordamerika

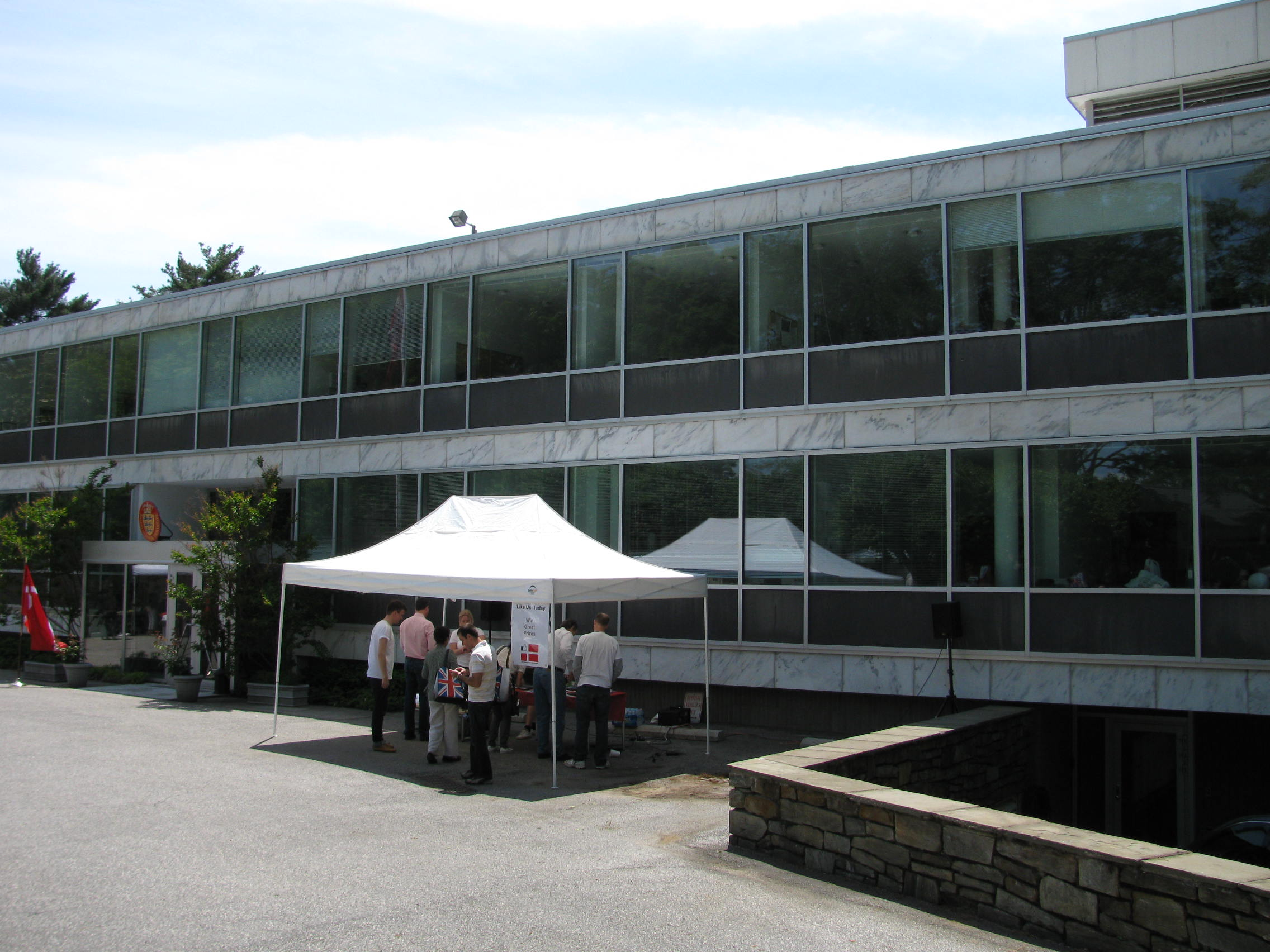
Dänische Botschaft in Washington, D.C.

| - Kanada: Ottawa, Botschaft - Kanada: Toronto, Generalkonsulat - Mexiko: Mexiko-Stadt, Botschaft - Nicaragua: Managua, Botschaft - Vereinigte Staaten: Washington, D.C., Botschaft - Vereinigte Staaten: Chicago, Generalkonsulat - Vereinigte Staaten: New York, Generalkonsulat |

### Südamerika
| - Argentinien: Buenos Aires, Botschaft - Bolivien: La Paz, Botschaft - Brasilien: Brasília, Botschaft - Brasilien: São Paulo, Generalkonsulat - Chile: Santiago de Chile, Botschaft |

## Vertretungen bei internationalen Organisationen
- Europäische Union: Brüssel, Ständige Vertretung
- Europarat: Straßburg, Ständige Vertretung
- Vereinte Nationen: New York, Ständige Vertretung
- Vereinte Nationen: Genf, Ständige Vertretung
- Vereinte Nationen: Wien, Ständige Vertretung
- Organisation des Nordatlantikvertrags (NATO): Brüssel, Ständige Vertretung
- Internationale Atomenergie-Organisation (IAEO): Wien, Ständige Vertretung
- Organisation des Vertrags über das umfassende Verbot von Nuklearversuchen (CTBTO): Wien, Ständige Vertretung
- Organisation für Sicherheit und Zusammenarbeit in Europa (OSZE): Wien, Ständige Vertretung
- Organisation für wirtschaftliche Zusammenarbeit und Entwicklung (OECD): Paris, Ständige Vertretung